# Франкенталь (Саксонія)
Франкенталь (нім. Frankenthal) — громада в Німеччині, розташована в землі Саксонія. Входить до складу району Бауцен. Складова частина об'єднання громад Гросгартау.
Площа — 9,43 км2. Населення становить 915 ос. (станом на 31 грудня 2020).

## Галерея

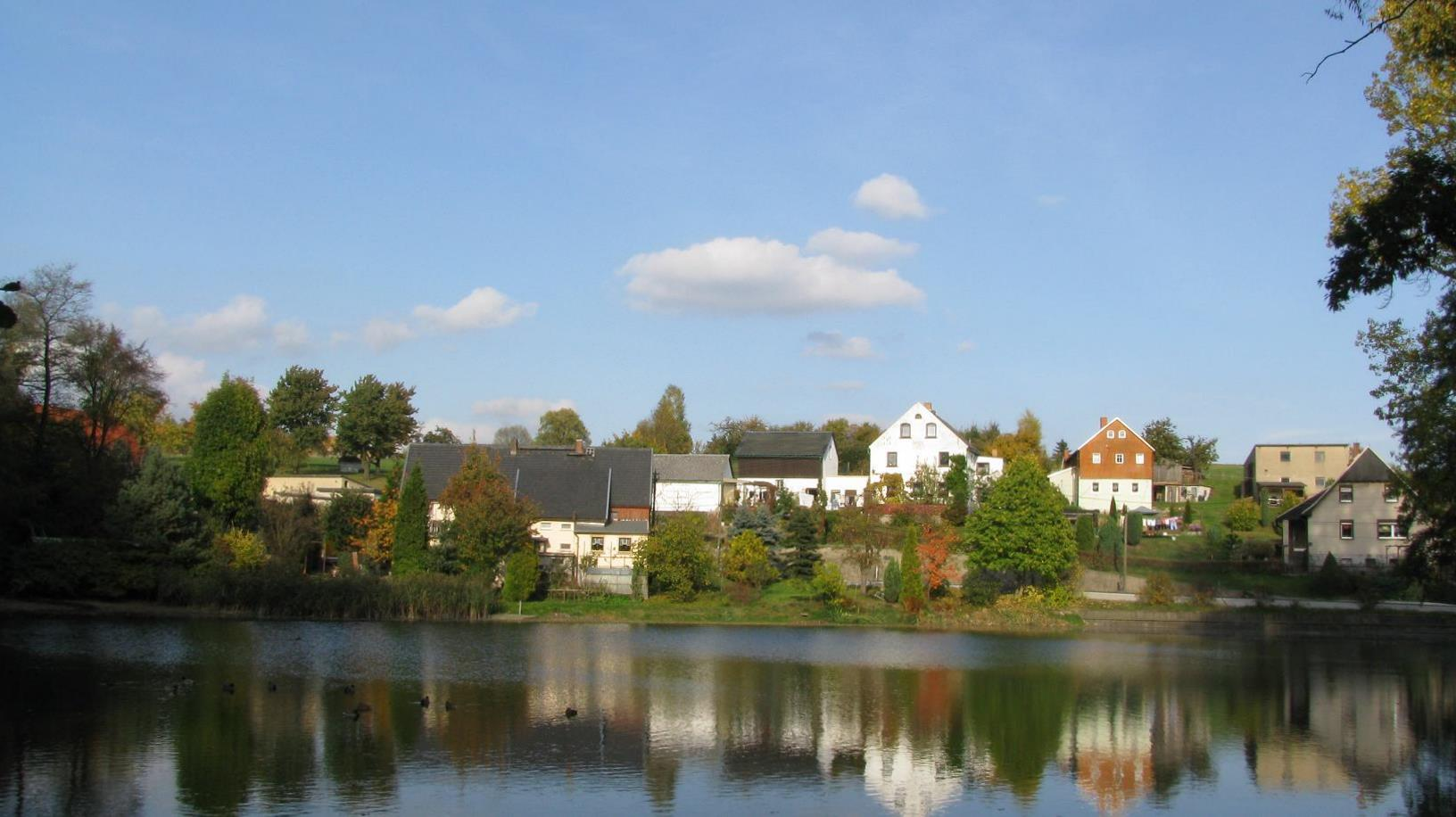
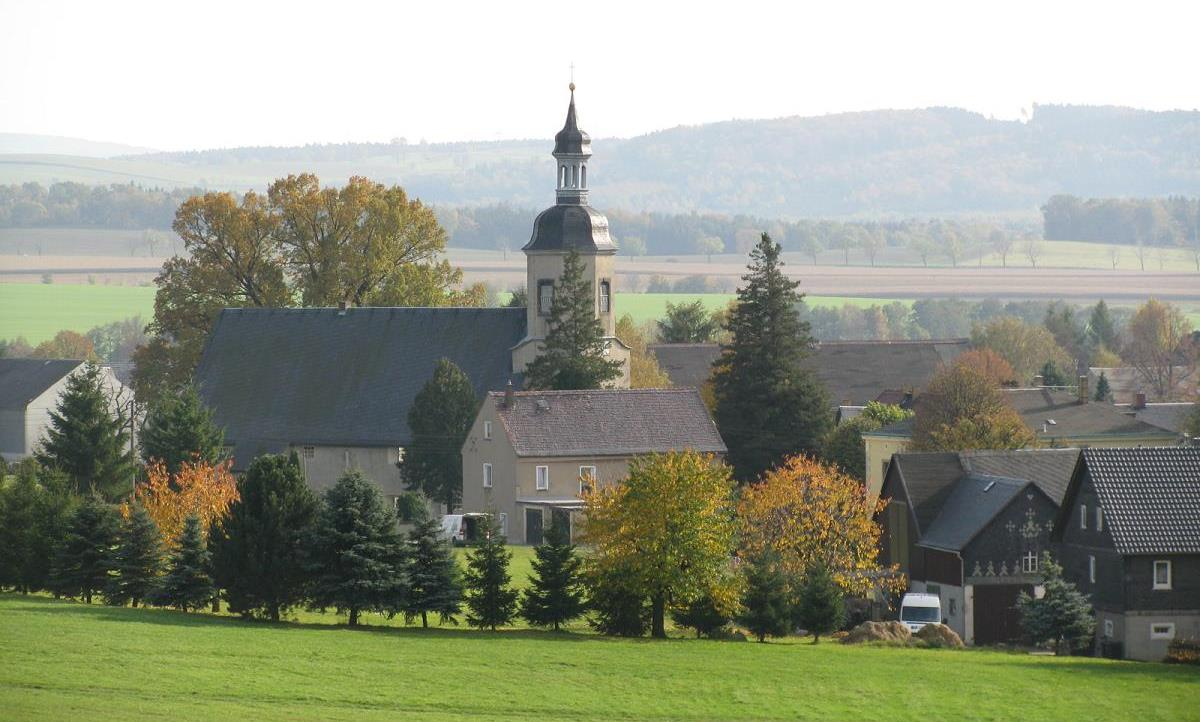
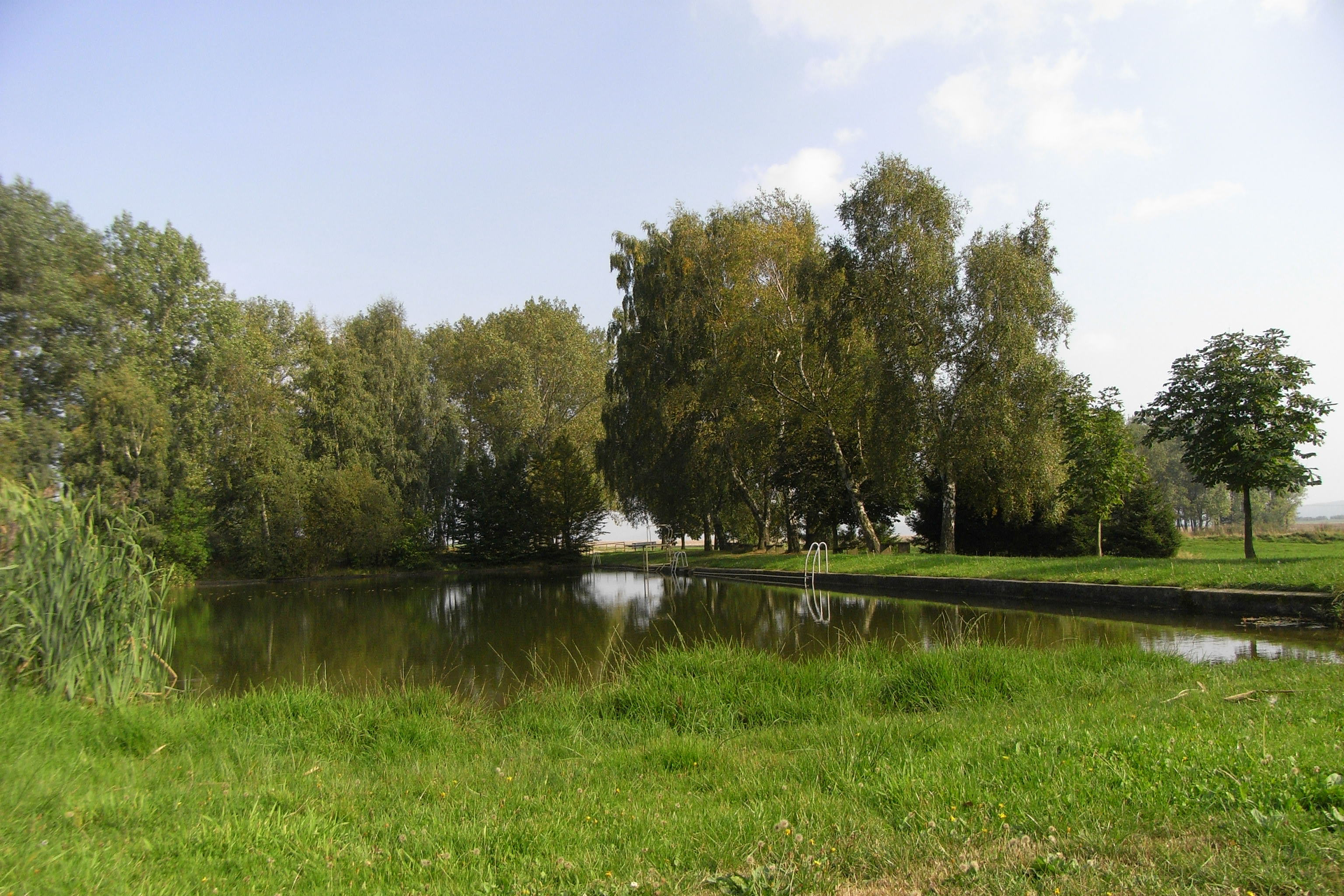
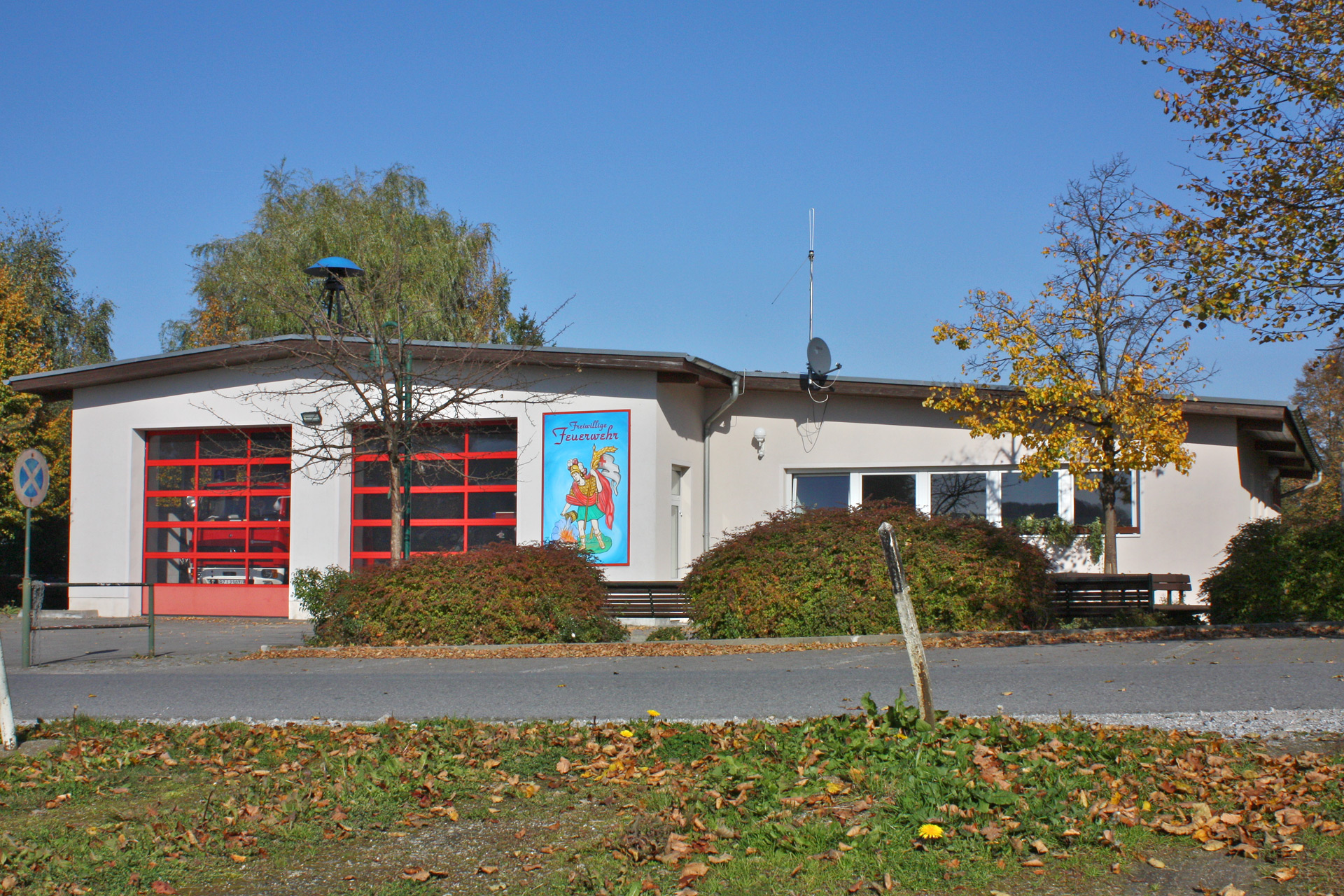
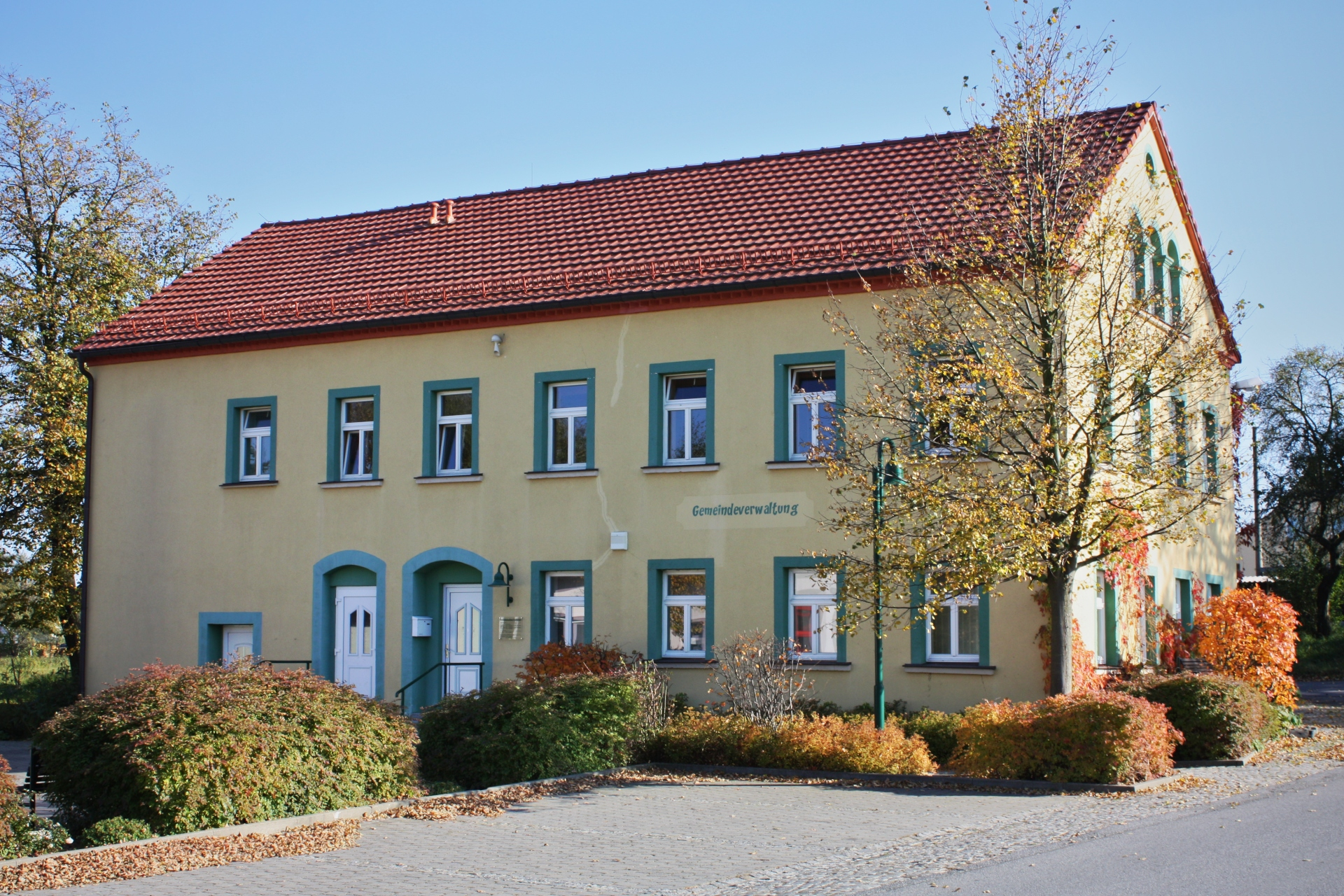